# Josan-To Win Cycling Team
Das Josan-To Win Cycling Team ist ein ehemaliges belgisches Radsportteam mit Sitz in Affligem.
Die Mannschaft wurde 2013 gegründet und nahm bis Ende 2014 als Continental Team an den UCI Continental Circuits teil. Manager war Willy Teirlinck, der von dem Sportlichen Leiter Humbert Deprez unterstützt wurde.

## Saison 2014

### Abgänge – Zugänge
| Zugänge               | Team 2013                      | Abgänge                      | Team 2014                      |
| --------------------- | ------------------------------ | ---------------------------- | ------------------------------ |
| Benjamin Verraes      | Accent Jobs-Wanty              | Jérôme Baugnies              | Wanty-Groupe Gobert            |
| Jonathan Breyne       | Crelan-Euphony                 | Giovanni De Merlier          | Colba-Superano Ham             |
| Klaas Sys             | Crelan-Euphony                 | Dominic Schils               | Zannata Cycling Team           |
| Ian Vansumere         | T.Palm-Pôle Continental Wallon | Garrit Broeders              | Karriereende                   |
| Fabio Polazzi         | Wallonie-Bruxelles             | Steven Doms                  | Unbekannt                      |
| Angelo De Clercq      | Ovyta-Eijssen-Acrog            | Elroy Elpers                 | Unbekannt                      |
| Vincent De Boeck      | Neoprofi                       | Killian Michiels             | Unbekannt                      |
| Dries De Bondt        | Neoprofi                       | Thomas Op 't Eynde           | Unbekannt                      |
| Niels De Rooze        | Neoprofi                       | Kenn Simon                   | Unbekannt                      |
| Niels Reynvoet        | Neoprofi                       | Dieter Uyttersprot           | Unbekannt                      |
| Julien Van Den Brande | Neoprofi                       | Laurent Wernimont            | Unbekannt                      |
| Jeroen Vrolykx        | Neoprofi                       | Ian Vansumere (bis 25. Juni) | T.Palm-Pôle Continental Wallon |

### Mannschaft
| Name                  | Geburtstag        | Nationalität | Team 2015                          |
| --------------------- | ----------------- | ------------ | ---------------------------------- |
| Jonathan Breyne       | 4. Januar 1991    | Belgien      |                                    |
| Vincent De Boeck      | 3. Juni 1993      | Belgien      | Colba-Superano Ham                 |
| Dries De Bondt        | 4. Juli 1991      | Belgien      | Vérandas Willems                   |
| Angelo De Clercq      | 10. Dezember 1991 | Belgien      | Sunweb-Napoleon Games Cycling Team |
| Niels De Rooze        | 6. September 1992 | Belgien      | Veranclassic-Ekoï                  |
| Dirk Finders          | 29. Juli 1985     | Deutschland  | Veranclassic-Ekoï                  |
| Lars Haverals         | 20. Oktober 1994  | Belgien      | Wetterse Dakwerken-Trawobo VDM     |
| Fabio Polazzi         | 4. Mai 1985       | Belgien      | Karriereende                       |
| Niels Reynvoet        | 30. November 1991 | Belgien      |                                    |
| Klaas Sys             | 30. November 1986 | Belgien      |                                    |
| Sean Van De Waeter    | 9. April 1991     | Belgien      |                                    |
| Julien Van Den Brande | 6. Juni 1995      | Belgien      | Veranclassic-Ekoï                  |
| Robin Venneman        | 11. Januar 1993   | Belgien      |                                    |
| Benjamin Verraes      | 21. Februar 1987  | Belgien      | Cibel                              |
| Jeroen Vrolykx        | 15. Februar 1991  | Belgien      | United Cycling Team                |

## Platzierungen in UCI-Ranglisten
UCI Asia Tour
| Saison | Mannschaftswertung | Fahrerwertung          |
| ------ | ------------------ | ---------------------- |
| 2013   | -                  | -                      |
| 2014   | 68.                | Jonathan Breyne (201.) |

UCI Europe Tour
| Saison | Mannschaftswertung | Fahrerwertung         |
| ------ | ------------------ | --------------------- |
| 2013   | 64.                | Jérôme Baugnies (67.) |
| 2014   | 103.               | Niels Reynvoet (451.) |